# Kuejčouská kuchyně

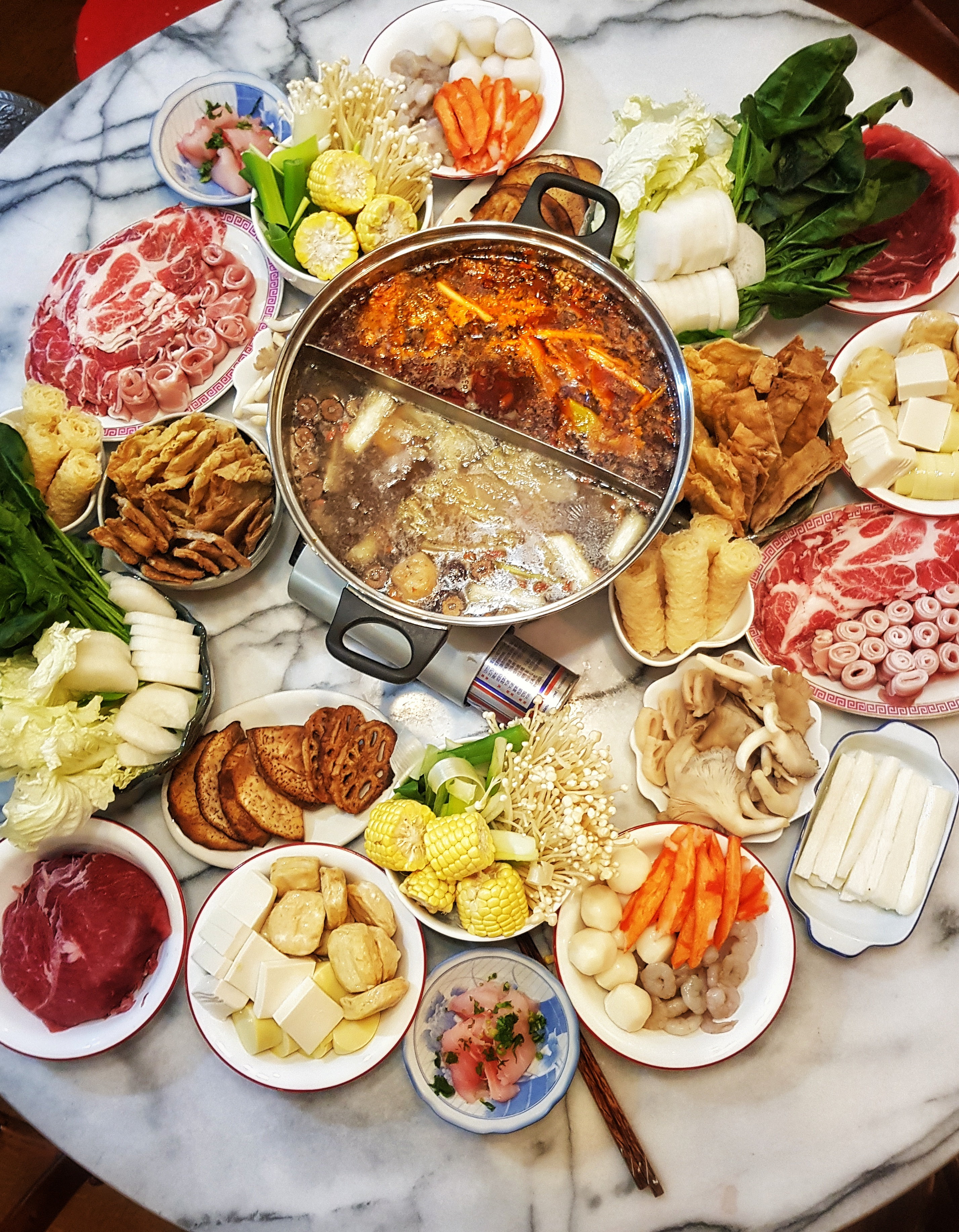
Hot pot

Poloha provincie Kuej-čou v Číně

Kuejčouská kuchyně (čínsky v českém přepisu Kuej-čou cchaj, pchin-jinem Guìzhōu cài, znaky zjednodušené 贵州菜, tradiční 貴州菜) je kuchyně jihozápadočínské provincie Kuej-čou. Je také známá jako čchienská kuchyně (čínsky v českém přepisu Čchien cchaj, pchin-jinem Qián cài, znaky 黔菜), podle zkráceného názvu pro provincii. Kvůli geografické poloze provincie je velice podobná kuchyním sousedních provincií, Chu-nanu a S’-čchuanu, a to používanými ingrediencemi i preferovanými chutěmi.
Pro čchienskou kuchyni je typická pálivá a kyselá chuť. Pálivou chuť zastupují chilli papričky na mnoho způsobů. Kyselost se v jídlech objevuje kvůli nakládané zelenině, která je mezi místními lidmi velmi oblíbená. Má také mnoho zdraví prospěšných účinků, podporuje trávení a v létě ulevuje od horka. Do vaření se promítá také mnoho receptů a inspirace z kuchyní různých národnostních menšin, především Miaů.
Pro kuejčouskou kuchyni je typická omáčka k namáčení různých pokrmů. Skládá se z několika surovin, a to: chilli papriček, zázvoru, česneku, šalotky a sezamového oleje nebo sojové omáčky. Patří do ní také touleň. Touleň je bylina s velmi zvláštní rybí vůní a chutí, kterou mají místní v oblibě.

## Oblíbené pokrmy

### Různé druhy hot potů
V Kuej-čou se velké oblibě těší hot poty. Jde o metodu vaření, kdy kuchař připraví základní polévku s hlavními ingrediencemi a hosté si polévku dodělávají přímo na stole a mohou do ní přidávat různé další přísady podle chuti. Druhů hot potů po celé Číně existuje opravdu mnoho, v Kuej-čou do něj rádi přidávají oblíbenou nakládanou zeleninu. Originální je také použití psího masa, a to především v zimním období. Pokud se však člověk rozhodne hot pot ochutnat, musí počítat s tím, že se v něm mohou objevit i kosti a jiné části zvířecích těl, které nejsou obvyklé například pro českou kuchyni.

### S’-wa-wa
Jedním z nejznámějších jídel pocházejících v Kuej-čou je s’-wa-wa. Spíše než o hlavní pokrm se jedná o předkrm nebo svačinu, je to totiž vegetariánská verze jarních závitků, tedy zelenina zabalená do moučné placky a poté namáčená do omáčky.

### Kyselá rybí polévkakchaj-li
Rybou v této polévce je tradičně kapr, sumec nebo amur. Vaří se v červené kyselo-pálivé polévce, do které se přidávají také rajčata. Základem pro kyselou polévku je rýžové víno, rajčata, červená paprika, zázvor, česnek a kvašení rýže.

### Pikantní kuře z Kuej-čou
Nejdůležitější ingrediencí tohoto pokrmu je druh chilli zvaný cch’-pa. Jde o směs vařeného červeného chilli se zázvorem a česnekem.

### Chuasijské hovězí nudle
Hlavními přísadami tohoto jídla jsou hovězí maso, kyselé zelí, rýžové nudle a koriandr. Polévka je uvařená z volích kostí a hovězího masa.

### Pokrmy s toulení
Lidé z Kuej-čou touleň používají do salátů nebo k různým masům. Pro mnoho lidí je však její chuť a vůně neúnosná.

### Nudlečchang-wang
Nudle čchang-wang jsou další pochoutkou místních. Čchang-wang jsou vepřová střeva se sraženou prasečí krví. Jsou oblíbené ze tří důvodů, pro svou rudou barvu, svěží vůni a chuť.

## Chilli

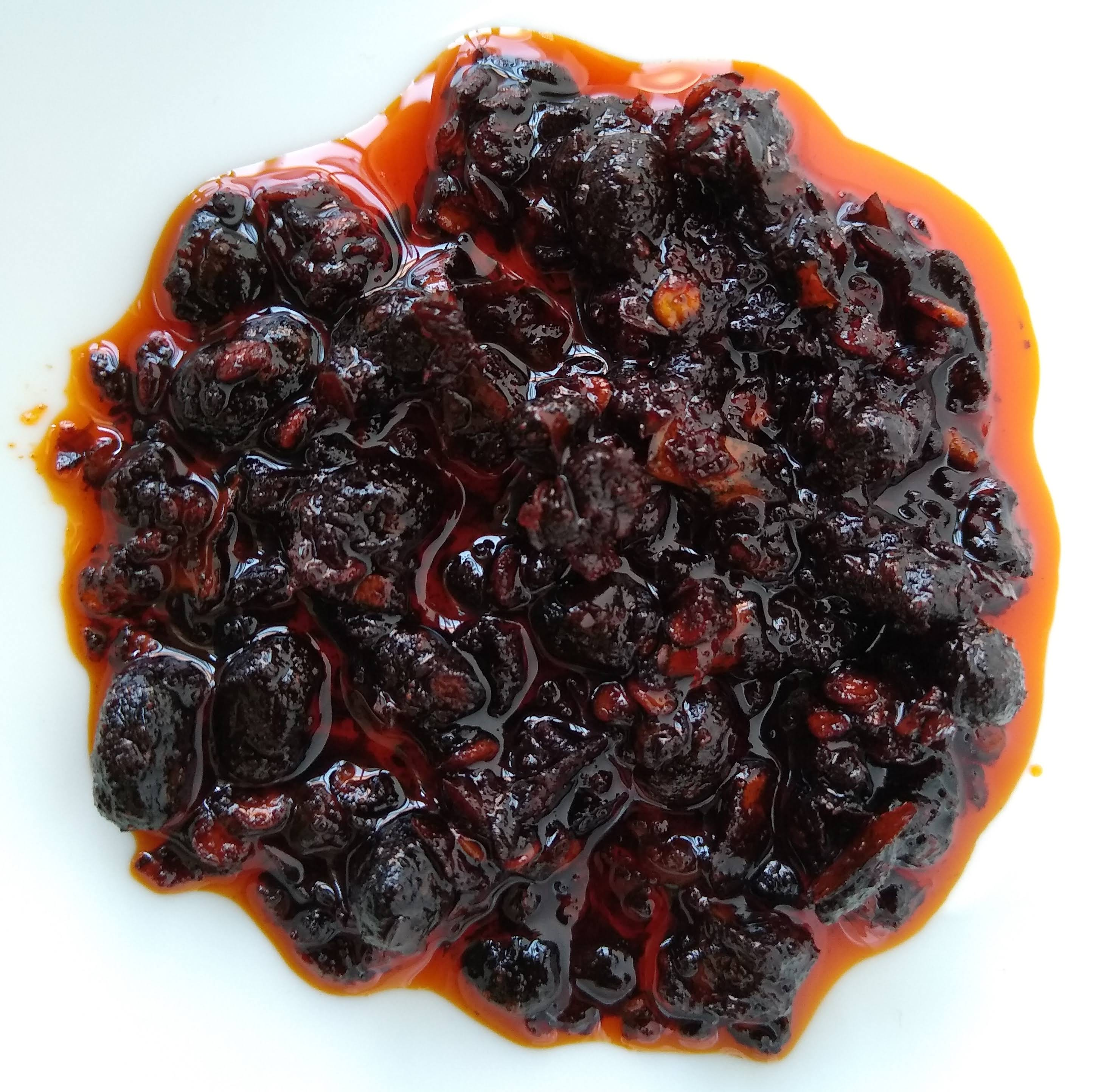
Chilli omáčka z Kuej-čou

V západní Číně je velmi oblíbeným a využívaným kořením chilli. Existuje mnoho typů chilli, které jsou specifické právě pro Kuej-čou. Prvním z nich je chu-la (糊辣), které vzniká sušením drcené chilli papričky. Dalším je cch’-pa-la (糍粑辣). Dále se můžeme setkat s cao-la (糟辣), konzervovanou směsí na jemno nasekaného chilli, česneku a zázvoru. Lao-kuo-la (烙锅辣) je směs různého koření a chilli. Z Kuej-čou pochází také jedna z nejznámějších značek chilli omáček, lao-kan-ma (老干妈), v překladu "Stará kmotra".
V Kuej-čou lidé připravují chilli na různé způsoby. Vzniká tak:
- Chilli omáčka (chilli papričky nakrájené společně se zázvorem, česnekem, cukrem a solí),
- Chilli prášek (drcené sušené chilli),
- Chilli olej (směr chilli prášku a rozpáleného oleje),
- Nakládané chilli – používané při smažení zeleniny nebo rýže,
- Sušené chilli – ke smaženým jídlům.[2]

Pro místní je pochoutkou také samostatné chilli, lidé například smaží sušené chilli společně s olejem, solí, arašídy a sezamem. Sklenice s tímto kořením ať už v jakékoliv podobě či směsi nesmí chybět v žádné restauraci u každého stolu. Pro obyvatele Kuej-čou jde o tak běžné koření, že ho podávají i malým dětem.

## Pálenkamao-tchaj

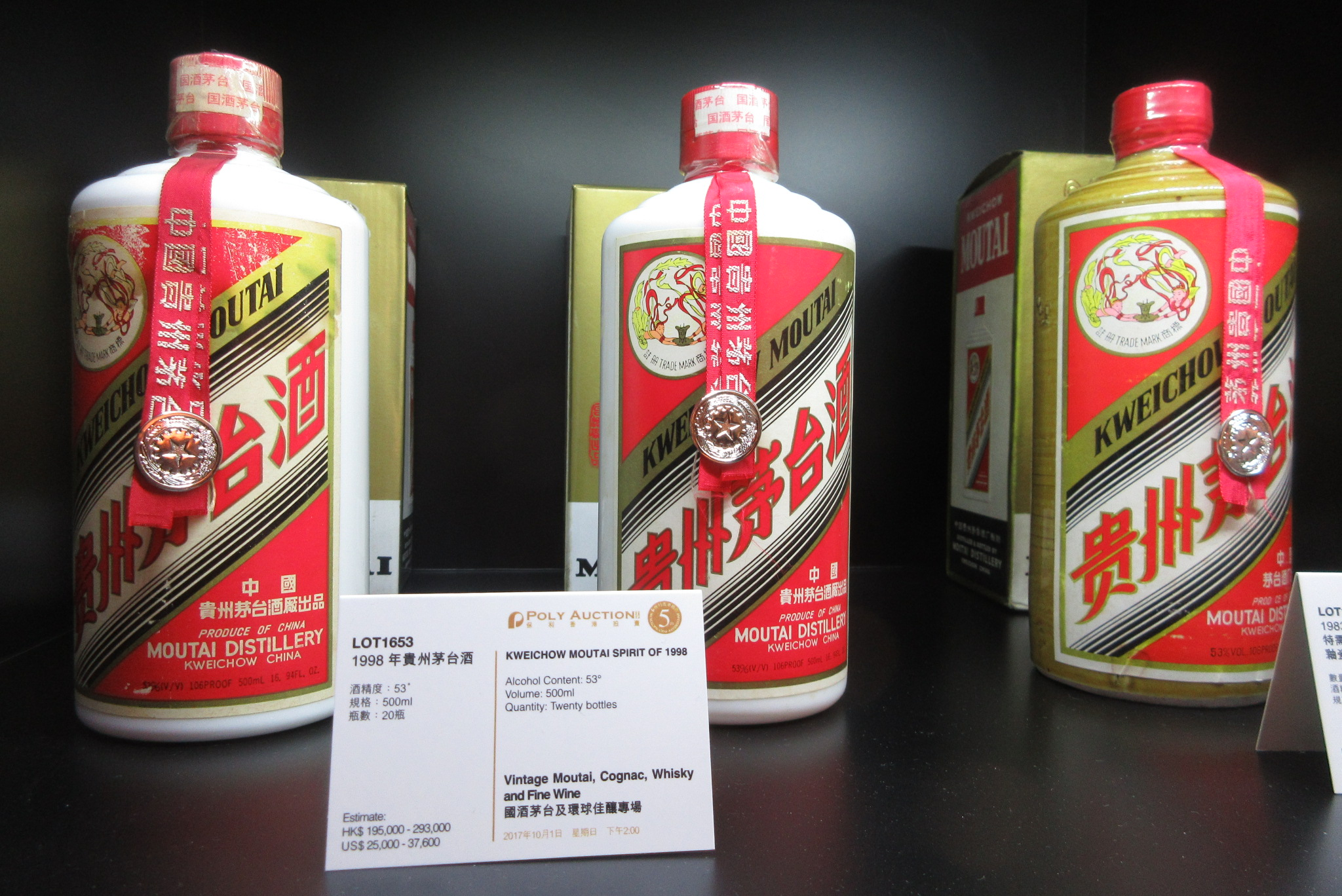
Pálenka mao-tchaj

Pálenka mao-tchaj je nejznámějším druhem pálenky paj-ťiou. Je považována za národní likér a vyrábí se z obilí, konkrétně červeného čiroku. Rodné město této pálenky je Mao-tchaj, které leží v severní části Kuej-čou. Díky své poloze na řece Čch’-šuej, která je v těchto místech nejčistší a plná mikronutrientů, má pálenka mao-tchaj specificky slanou chuť připomínající sojovou omáčku.
Protože jde o velmi luxusní likér o ceně v řádech tisíců až desetitisíců, je častým diplomatickým darem.